# Вереницын, Константин Васильевич
Константи́н Васи́льевич Верени́цын (бел. Канстанцін Васілевіч Верані́цын, 1834, Витебская губерния — 1903, Санкт-Петербург) — белорусский поэт, автор самого популярного в XIX веке белорусского произведения — поэмы «Тарас на Парнасе», а также опубликованной в 1980-е годы поэмы «Два дьявола».

## Биография
Родился 1 (13) июня 1834 года в деревне Островляны Витебского уезда Витебской губернии (ныне — Городокский район Витебской области). Происходил из дворовых людей, первоначально имел фамилию Васильев (одинаковую с отчеством). В 11-летнем возрасте получил от помещика Василия Бондырева вольную, а в 17 лет, записавшись в мещане, взял себе фамилию Вереницын. Не исключено, что Вереницын был внебрачным сыном своего помещика, в дальнейшем о его судьбе заботились родственники Бондырева. Учился в приходской школе в Городке; получив вольную, учился в Витебской губернской гимназии и в Петербургской медико-хирургической академии (1852—1854). В 1857—1859 году учился в Горыгорецком земледельческом институте (поступил сразу на третий курс) и получил квалификацию агронома, защитив диссертацию «О белорусском хозяйстве».

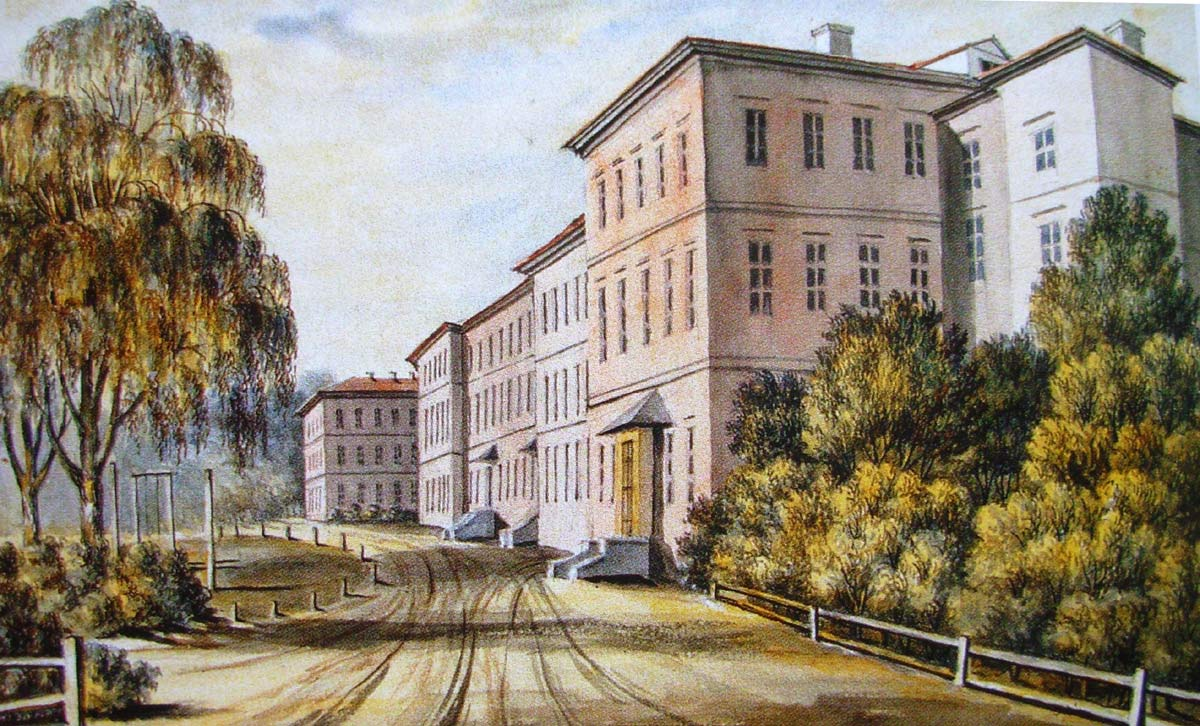
Горецкий сельскохозяйственный институт в XIX веке. Рисунок Наполеона Орды

После окончания института Вереницын управлял поместьем в Могилёвской губернии, в 1874—1879 годах преподавал географию и естествознание в учительской семинарии в Молодечно, однако из-за слабого здоровья (переболел тифом и воспалением лёгких) уволился оттуда. В период между 1875 и 1879 годами Вереницын женился на вдове губернского секретаря Елизавете Алексеевне Поль (ок. 1830—1914); детей у них, по-видимому, не было, во всяком случае, в его формулярных списках они не упоминаются. С 1880 года служил в Петербурге чиновником Министерства путей сообщения в канцелярии министра, дослужился до чина статского советника. Когда в 1889 году «Тарас на Парнасе», до этого распространявшийся в списках, был впервые опубликован в газете «Минский листок» (в дальнейшем неоднократно переиздавался, приписываясь то В. Дунину-Марцинкевичу, то Франтишку Богушевичу, то В. Ровинскому, то другим авторам), Вереницын никак не объявлял своего авторства.
Проживал в Петербурге по адресу: Поварской переулок, 12 (ныне № 13). Ранее в этом же доме жили Тургенев, Некрасов, Чернышевский. Вереницын вышел в отставку в 1900 году и умер 13 (26) августа 1903 года в Лесном от паралича вследствие кровоизлияния в мозг, похоронен на Митрофаниевском кладбище (не сохранилось). Сведения о смерти Вереницына установил в 2019 году Антон Франтишек Брыль.

## Литературная деятельность
15 апреля 1855 года датирована рукопись «Тараса на Парнасе», писавшегося Вереницыным в Городке, с его подписью (известна по списку из собрания А. Ф. Рыпинского, описание которого, составленное в 1930-е годы М. Пиотуховичем, дошло до нас).  7 апреля 1860 г. датирована поэма «Два дьявола», также сохранившаяся в собрании Рыпинского, с пометкой «Москва» (о пребывании Вереницына в Москве по другим источникам не известно, возможно, он просто заезжал в гости к брату, архитектору Ивану Вереницыну, работавшему там как раз в это время). Затем Вереницын отошёл от литературы. Вообще, никакие известные документы, кроме списков Рыпинского, не связывают его личность с литературной деятельностью. Тем не менее известные детали его биографии соответствуют предполагаемому облику автора «Тараса», как его представляли литературоведы: уроженец Витебщины, из крестьян, человек русской культуры (в отличие от польской ориентации большинства других претендентов на авторство), был в Петербурге («Тарас» показывает близкое знакомство с русской литературной жизнью, портрет Булгарина, возможно, написан в нём с натуры), учился в Горыгорецком институте, с которым традиция устойчиво связывала происхождение поэмы.
Авторство Вереницына в отношении поэмы «Тарас на Парнасе» (до этого считавшейся анонимной) было доказано в 1970-е годы минским исследователем Геннадием Киселёвым.
В 1968 году в эмигрантской печати (Антон Адамович, Мюнхен) появились сведения о неизвестных списках «Тараса на Парнасе», составленных в 1860-е годы литератором А. Рыпинским и находившихся в 1920-е годы в собрании литературоведа М. Пиотуховича. По сообщению Адамовича, в этих списках автором «Тараса» значился Константин Вереницын, о котором Пиотухович говорил своим студентам, что это псевдоним. Через пять лет эта публикация дошла до Г. Киселёва, который нашёл в архивных документах сведения о реальном Константине Вереницыне и выяснил его биографию, полностью соответствующую предполагаемому облику автора «Тараса». Киселёв также допустил, что соавтором Вереницына был его земляк и соученик Э. Ф. Вуль (настоящая фамилия — Карафа-Корбут). Попытки найти подлинные списки Рыпинского не увенчались успехом (Пиотухович был расстрелян в 1937 г.; списки погибли либо при его аресте, либо во время войны, если он успел передать их в библиотеки Минска). Однако в 1986 году в Москве В. Скалабаном была обнаружена неопубликованная статья Пиотуховича с подробным описанием списков Рыпинского, включавшая разночтения в тексте «Тараса на Парнасе» и полностью текст неизвестного ранее произведения, также подписанного именем Вереницына — «Два дьявола». Был обнаружен также ещё один ранний список «Тараса на Парнасе» (так называемый краковский), хотя и анонимный, но отражающий ту же раннюю редакцию текста, что и в списке Рыпинского.
В дальнейшем точка зрения, согласно которой Вереницын был автором «Тараса», была признана большинством литературоведов.

## Стиль
Для обоих произведений Вереницына характерно использование традиций бурлеска, юмористической ирои-комической поэмы (травестированный мир богов, чертей) в сочетании с литературной и бытовой сатирой. Живые картины крестьянского («Тарас») и городского («Два дьявола») быта имеют конкретную географическую привязку — это Витебск и его губерния. Предшественником его был Викентий Ровинский, автор неоконченной белорусской версии украинской «Энеиды» Котляревского, которая в одном месте цитируется в «Тарасе на Парнасе»; высоковероятно также непосредственное влияние Котляревского. Язык Вереницына — белорусские северо-восточные витебские говоры.
Стих Вереницына — в своей основе силлабо-тонический («Тарас» — ямб, «Два дьявола» — хорей), но для него характерны в заметном количестве по сравнению с русским стихом переакцентуации и элизия гласных на стыке слов.

## Память

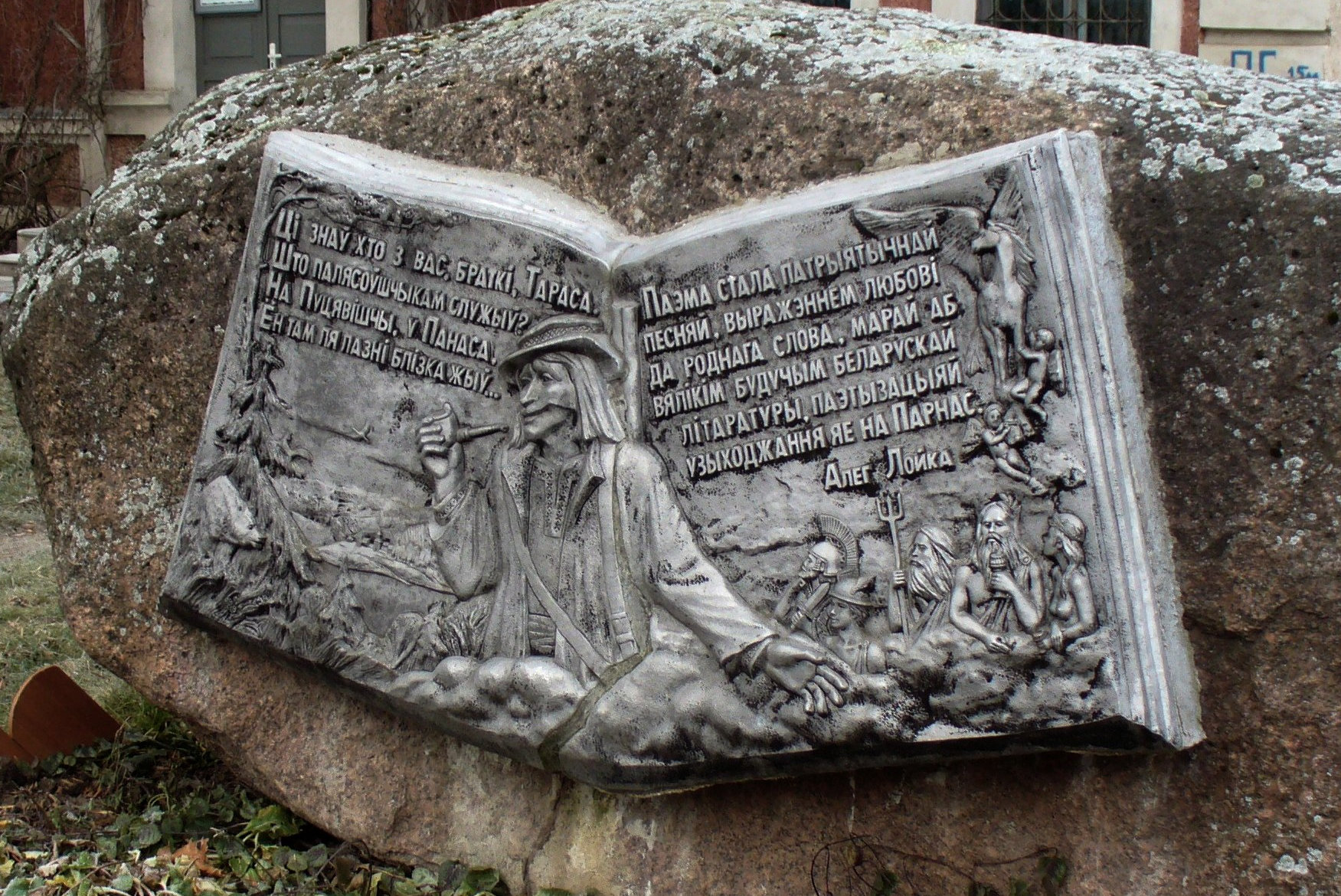
Памятный знак в городе Городок Витебской области.

- В 2001 году на родине К. Вереницына в Островлянах и Городке установлены мемориальные знаки в честь поэмы «Тарас на Парнасе» и её вероятного автора.
- В 2023 году центральному городскому скверу в Городке присвоено имя К. Вереницына («Вераніцынскі сквер»)[4].